# Anatomia Hatha Jogi
Anatomia Hatha Jogi – podręcznik dla uczniów, nauczycieli i praktykujących (tytuł oryginału Anatomy of Hatha Yoga, a manual for Students, Teachers and Practitioners) – podręcznik do współczesnej hathajogi autorstwa amerykańskiego nauczyciela jogi i profesora anatomii i fizjologii Davida Coultera.
Anatomia Hatha Jogi jest pierwszym tekstem z dziedziny hathajogi, który opisuje wszystkie elementy praktyki tej dyscypliny:
- asany,
- pranajamę,
- bhandy
- krije,

korzystając wyłącznie z osiągnięć medycyny i anatomii Świata Zachodu. W podręczniku brak jest takich pojęć, jak prana, chi czy ćakry, których udowodnienie za pomocą metod i narzędzi dostępnych dla nauki Zachodniej początków XXI w. jest niemożliwe. Cały jej materiał jest oparty na badaniach i doświadczeniach, które autor zbierał podczas kilkunastu lat swoich badań, pracy i praktyki zarówno jako naukowiec, jak i nauczyciel jogi oraz Ohasiatsu® w amerykańskich uczelniach medycznych oraz w Himalayan Institute.
Całość zawarta jest w dziesięciu rozdziałach:
1. Ruch i postawa.
2. Oddychanie.
3. Ćwiczenia brzuszno-miednicowe.
4. Pozycje stojące.
5. Pozycje z wygięciem do tyłu.
6. Pozycje z wygięciem do przodu.
7. Pozycje ze skrętem.
8. Stanie na głowie.
9. Stanie na barkach.
10. Relaksacja i medytacja.

Dodatek stanowią słowniczek pojęć anatomicznych oraz indeksy.
Książka zawiera również kilkaset rycin ze zdjęciami oraz tablicami anatomicznymi, które ułatwiają zrozumienie zawartego w niej materiału.